# Шуљага
Шуљага је презиме пореклом из околине Бугојна. Настало је у 16. веку, када је и забележено на територији Дубровачке републике. Шуљаге су из постојбине кренули у сеобу након битке на Клису, када су се једним делом населили у Трпњу на полуострву Пељешац, а други део је кренуо јужно, у Суторину код Херцег Новог. Пореклом су од Лучића - Сијерчића. Исповедају римокатоличку веру.
У Србији су се преименовали у Шуљагић приликом пописа из 1863. или 1864. године.
Из ове фамилије је књижевник Стијепо Шуљага (1719–1790).